# Brigata "Perugia"
La Brigata fanteria «Perugia» è stata una Grande Unità del Regio Esercito, formata dal 129º e dal 130º Reggimento fanteria "Perugia"
Fu costituita nel marzo del 1915 e sciolta nel 1920.
Ricostituita nell'agosto 1941, a livello di divisione come 151ª Divisione fanteria "Perugia"  terminò di essere operativa nel settembre 1943, quando a Valona soccombette alle truppe tedesche.